# Astragalus lindheimeri
Astragalus lindheimeri är en ärtväxtart som beskrevs av Asa Gray. Astragalus lindheimeri ingår i släktet vedlar, och familjen ärtväxter. Inga underarter finns listade i Catalogue of Life.